# Вовчків (струмок)
Вовчків — струмок (річка) в Україні в Чортківському районі Тернопільської області. Права притока річки Серету (басейн Дністра).

## Опис
Довжина струмка приблизно 6,27 км, найкоротша відстань між витоком і гирлом — 4,79  км, коефіцієнт звивистості річки — 1,31 . Формується декількома струмками та загатою.

## Розташування
Бере початок на північно-західній околиці села Блищанки. Тече переважно на південний захід через село і на північній стороні від села Голігради впадає у річку Серет, ліву притоку Дністра.

## Цікаві факти
- У XX столітті на верхів'ї струмка у селі Блищанка існувала газова свердловина[1].